# Hương (tế lễ)

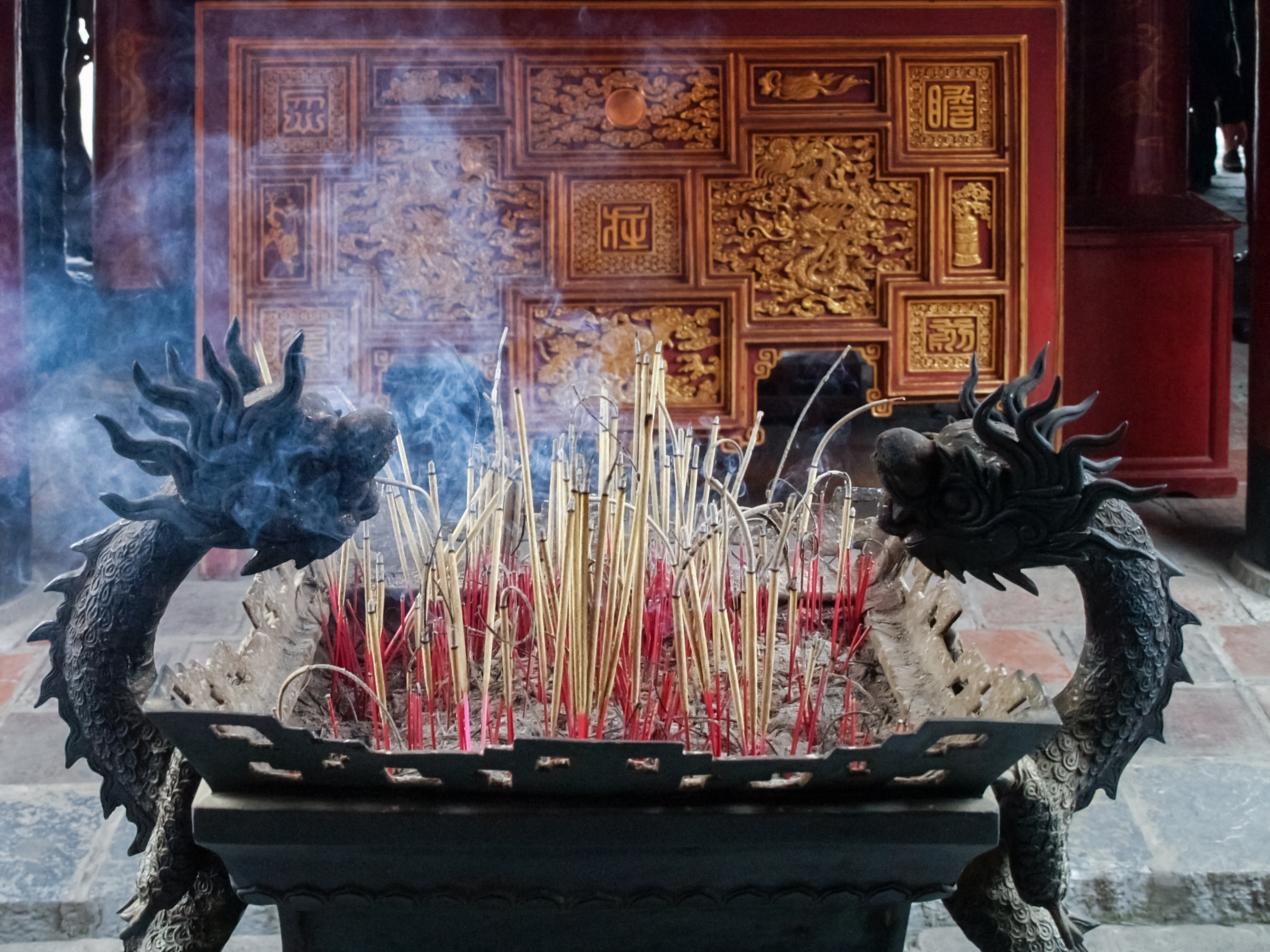
Nhang, Văn Miếu - Quốc Tử Giám, Hà Nội, Việt Nam

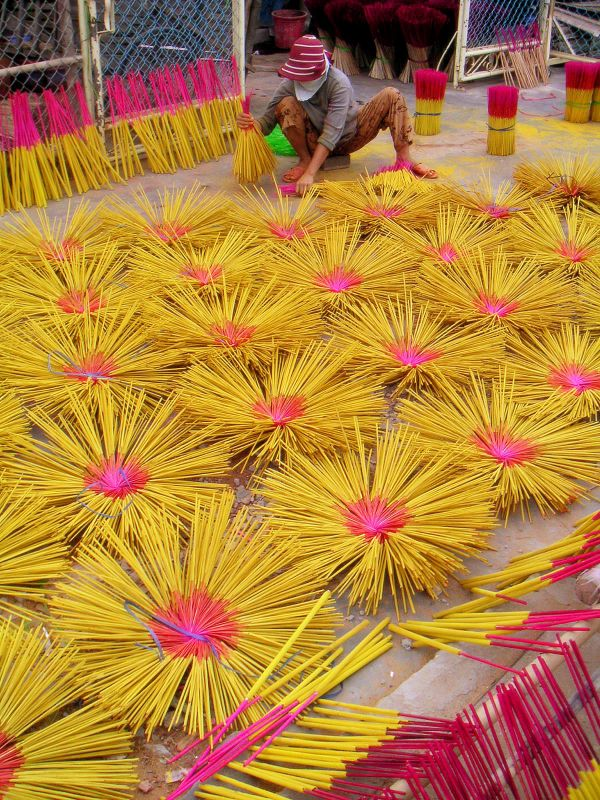
Nhang được đem phơi ở đồng bằng sông Cửu Long.

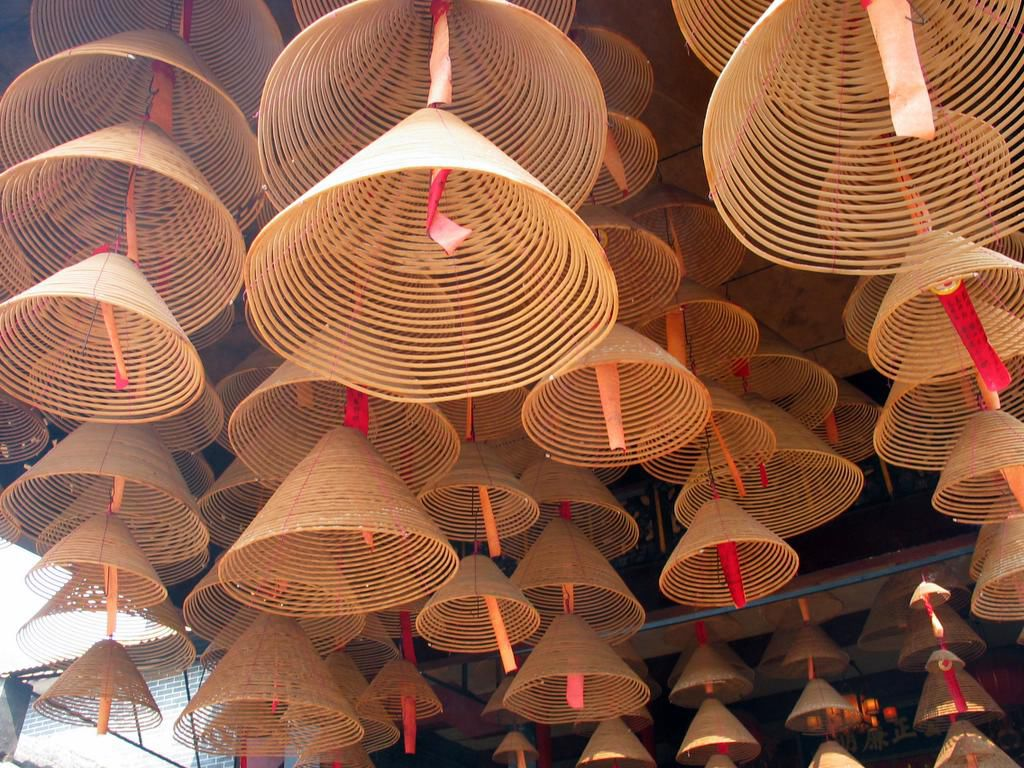
Nhang vòng.

Hương, còn được gọi là nhang được chế tạo từ các chất của thực vật có mùi thơm, thông thường được bổ sung thêm tinh dầu chiết ra từ thực vật hay có nguồn gốc động vật, dùng để tỏa ra khói có mùi thơm khi cháy. Nhang được sử dụng trong các mục đích tôn giáo, chữa bệnh theo kinh nghiệm hay đơn thuần mang tính thẩm mĩ.
Hương ở dạng bột hay hạt nhỏ được bỏ vào than nóng hay trong bình hương, lư hương. Hương cũng được làm ở dạng thuận tiện hơn cho việc đốt như que, vòng hình nón hay dạng cái nêm. Với những dạng này, người ta đốt hương để cho nó bắt lửa sau đó dập tắt ngọn lửa để nó cháy chậm hơn và tỏa ra khói có mùi thơm.
Hương đóng một vai trò quan trọng trong đời sống tâm linh của người châu Á, thường được sử dụng trong ngày rằm, ngày lễ, tết. Loại hương được nhiều người Việt cũng như Á Đông ưa thích nhất và giá trị của nó cũng cao nhất đó là hương trầm. Trong hương trầm có một thành phần tham gia trích ly từ cây trầm hương.

## Lịch sử
Từ incense (hương, nhang) bắt nguồn từ tiếng Latin incendere, có nghĩa là 'đốt cháy'.

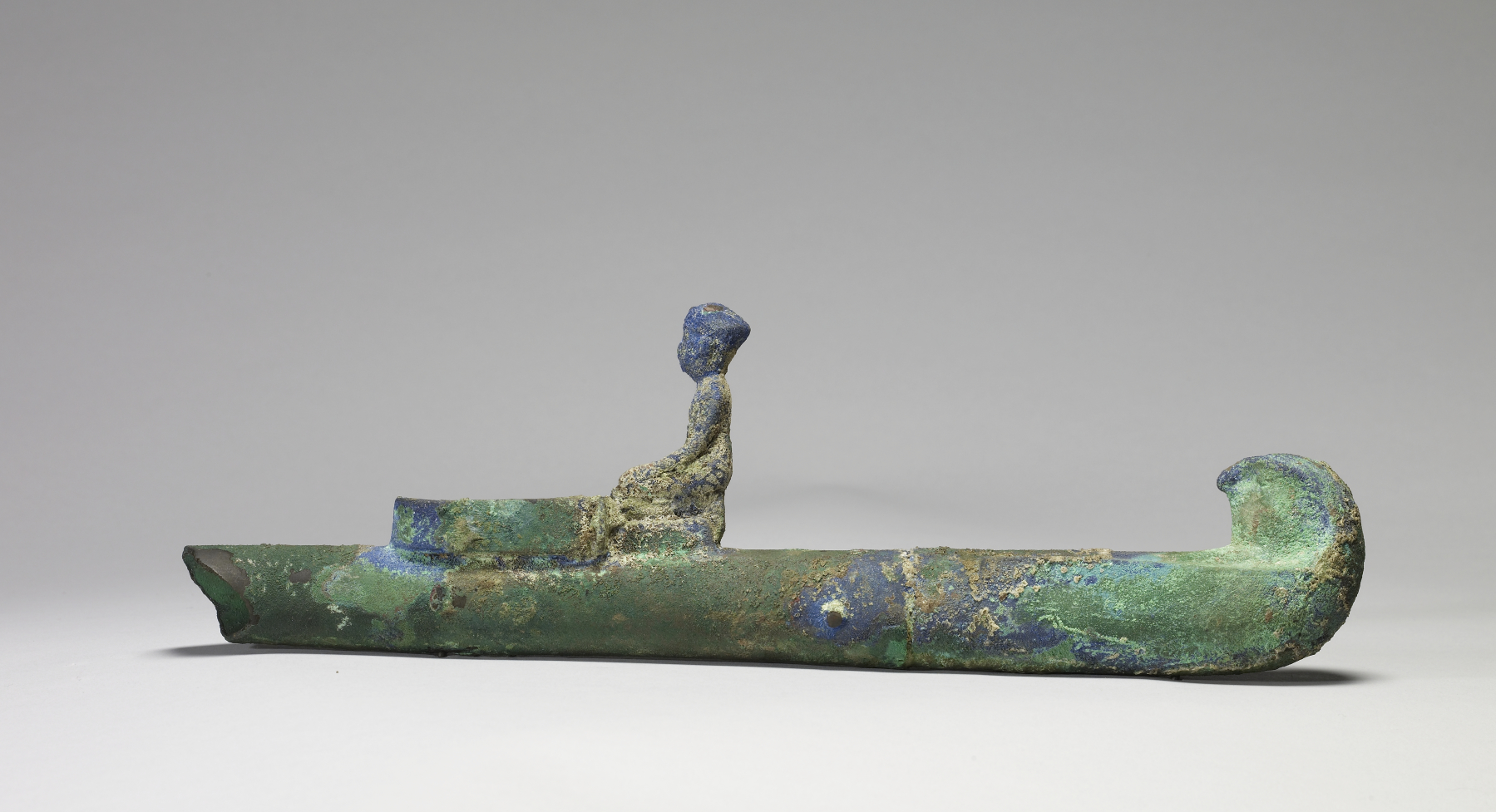
Lò đốt hương của người Ai Cập, thế kỷ 7 TCN

Người Ai Cập cổ đại dùng hương trong cả đời sống hàng ngày và nghi lễ tôn giáo. Họ đốt hương để khử mùi hôi và cũng tin rằng hương thơm có thể xua đuổi tà ma và làm hài lòng các vị thần trong điện thờ. Những viên nhựa thơm được phát hiện trong nhiều ngôi mộ ở El Mahasna cho thấy hương và các chất thơm có vai trò quan trọng trong nền văn minh Ai Cập cổ. Một trong những lò đốt hương cổ nhất còn tồn tại có từ thời vương triều thứ 5 Ai Cập. Ngôi đền Deir-el-Bahari ở Ai Cập còn có các hình chạm khắc mô tả cuộc viễn chinh tìm hương.
Người Babylon sử dụng hương khi cầu nguyện trước các thần linh. Từ đó, hương lan sang Hy Lạp và La Mã.
Lò đốt hương đã được tìm thấy trong nền văn minh Indus. Người Indus sử dụng dầu thơm chủ yếu để tạo mùi hương dễ chịu. Đây là lần đầu tiên người ta sử dụng rễ cây để làm hương.
Các tài liệu cổ nhất về hương được ghi chép trong các kinh sách Vedas như Atharvaveda và Rigveda. Hương không chỉ tạo mùi thơm mà còn được dùng trong y học. Đây là giai đoạn đầu của hệ thống Ayurveda, trong đó hương được sử dụng để hỗ trợ chữa bệnh. Việc sử dụng hương cho mục đích chữa bệnh nhanh chóng được tích hợp vào các nghi lễ tôn giáo. Khi Ấn Độ giáo phát triển và Phật giáo ra đời ở Ấn Độ, hương đã trở thành một phần quan trọng trong Phật giáo. Khoảng năm 200 CN, các tu sĩ Phật giáo du hành đã đưa kỹ thuật làm que hương đến Trung Quốc. Một số loại hương, tùy vào thành phần, còn có thể giúp xua đuổi côn trùng.
Vào khoảng năm 2000 TCN, người Trung Quốc cổ đại bắt đầu dùng hương trong các nghi lễ tôn giáo, chủ yếu để thờ cúng. Việc sử dụng hương đã có từ thời kỳ đồ đá mới và ngày càng phổ biến qua các triều đại nhà Hạ, nhà Thương và nhà Chu. Người Trung Quốc cổ đã dùng hương từ thảo mộc và các loại cây như cassia, quế, styrax và gỗ đàn hương trong nhiều nghi lễ trang trọng. Thời nhà Tống, hương được sử dụng phổ biến nhất, với nhiều tòa nhà được xây dựng riêng cho các nghi lễ liên quan đến hương.
Vào thế kỷ 6, các nhà sư Phật giáo Hàn Quốc mang hương đến Nhật Bản và sử dụng trong các nghi thức thanh tẩy. Đến 200 năm sau, hương thơm của Koh (loại hương cao cấp của Nhật Bản) trở thành thú vui của tầng lớp quý tộc trong triều đình thời kỳ Heian. Trong thời Mạc phủ Ashikaga thế kỷ 14, các chiến binh samurai thường xông hương lên mũ và áo giáp để tạo cảm giác mạnh mẽ và thể hiện sự kính trọng đối với kẻ thù có thể lấy đầu mình trong trận chiến. Đến thời kỳ Muromachi thế kỷ 15 và 16, nghệ thuật thưởng thức hương mới lan rộng đến tầng lớp thượng lưu và trung lưu trong xã hội Nhật Bản.

## Nguy cơ sức khỏe từ khói hương
Khói hương chứa nhiều chất ô nhiễm như khí độc hại carbon monoxide (CO), nitơ oxit (NO
x), lưu huỳnh oxit (SO
x), và hợp chất hữu cơ dễ bay hơi (VOCs) cùng với các chất độc như hydrocacbon thơm đa vòng và kim loại độc. Kích thước hạt rắn dao động từ 10 và 500 nanômét (4×10−7–2×10−5 inch). Theo nghiên cứu so sánh, hương đàn hương Ấn Độ phát thải nhiều nhất, tiếp theo là hương trầm Nhật Bản và Đài Loan, trong khi hương đàn hương không khói của Trung Quốc phát thải ít nhất.
Nghiên cứu tại Đài Loan năm 2001 phát hiện việc đốt hương trong không gian kém thông thoáng làm tích tụ dần các chất gây ung thư như hydrocacbon thơm đa vòng và benzopyrene trong các ngôi chùa Phật giáo. Khói hương chứa aldehyde mạch thẳng, một hợp chất có khả năng gây ung thư và biến đổi gen.
Một khảo sát tại Đài Loan cho thấy việc đốt hương có liên hệ ngược với nguy cơ ung thư biểu mô tuyến phổi, dù kết quả này không có ý nghĩa thống kê.
Ngược lại, các nhà nghiên cứu tại Hong Kong và Trung tâm Ung thư Aichi ở Nagoya không tìm thấy mối liên hệ giữa việc tiếp xúc khói hương và các triệu chứng hô hấp như ho mạn tính, viêm phế quản, chảy mũi, thở khò khè, hen suyễn, viêm mũi dị ứng hay viêm phổi. Việc đốt hương không làm tăng nguy cơ ung thư phổi ở người không hút thuốc, nhưng lại giảm nguy cơ ung thư phổi ở người hút thuốc. Tuy nhiên, họ lưu ý rằng việc đốt hương có liên hệ với chế độ ăn ít nguy cơ ung thư, cho thấy rằng "chế độ ăn có thể ảnh hưởng đến các nghiên cứu về ô nhiễm không khí và sức khỏe hô hấp."
Một số nghiên cứu không tìm thấy mối liên hệ giữa khói hương và ung thư phổi, nhưng lại phát hiện mối liên hệ với nhiều loại ung thư khác. Nghiên cứu năm 2008 đăng trên tạp chí Cancer cho thấy việc sử dụng hương làm tăng nguy cơ mắc ung thư đường hô hấp trên, ngoại trừ ung thư vòm họng. Những người đốt hương thường xuyên có nguy cơ mắc ung thư biểu mô tế bào vảy cao hơn 80%. Nguy cơ này vẫn duy trì ngay cả khi đã tính đến các yếu tố như hút thuốc lá, chế độ ăn và thói quen uống rượu. Nhóm nghiên cứu nhận xét rằng "mối liên hệ này phù hợp với nhiều nghiên cứu khác chỉ ra các chất gây ung thư trong khói hương, và do việc tiếp xúc với khói hương thường xuyên, những phát hiện này có ý nghĩa quan trọng đối với sức khỏe cộng đồng."
Năm 2015, Đại học Công nghệ Nam Trung Hoa phát hiện khói hương độc hại hơn thuốc lá đối với tế bào buồng trứng chuột hamster.
Một thành phần trong hương nhũ hương gọi là incensole acetate có tác dụng giảm lo âu và trầm cảm ở chuột nhờ kích hoạt các kênh ion TRPV3 trong não.